# Records de Roumanie d'athlétisme

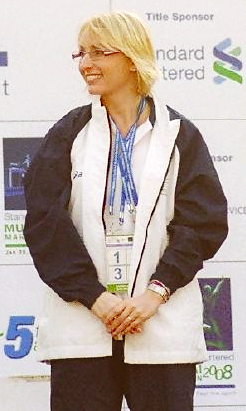
Gabriela Szabó détient les records nationaux du 3000 m et du 5000 mètres.

Les records de Roumanie d'athlétisme sont les meilleures performances réalisées par des athlètes roumains et homologuées par la Fédération roumaine d'athlétisme.

## Plein air

### Hommes
| Épreuve              | Record | Athlète                                                                       | Date              | Compétition                                 | Lieu          | Réf.  |
| -------------------- | --- | ----------------------------------------------------------------------------- | ----------------- | ------------------------------------------- | ------------- | ----- |
| 100 m                | 10 s 21 (+0,2 m/s) | Daniel Cojocaru                                                               | 17 juin 1994      | Championnats de Roumanie                    | Bucarest      | [ 1 ] |
| 200 m                | 20 s 70 (+1,0 m/s) | Florin Suciu                                                                  | 24 juillet 2005   | Championnats des Balkans                    | Novi Sad      |       |
| 400 m                | 45 s 27 | Mihai Sorin Dringo                                                            | 6 août 2023       | Universiades                                | Chengdu       | [ 2 ] |
| 800 m                | 1 min 44 s 93 | Cătălin Tecuceanu                                                             | 14 septembre 2021 | Mémorial Hanžeković                         | Zagreb        | [ 3 ] |
| 1 500 m              | 3 min 34 s 13 | Alexandru Vasile                                                              | 13 juin 1997      |                                             | Bucarest      |       |
| 3 000 m              | 7 min 53 s 19 | Valentin Coroja                                                               | 18 juin 1989      |                                             | Varsovie      |       |
| 5 000 m              | 13 min 15 s 0 | Ilie Floroiu                                                                  | 23 juillet 1978   | Championnats de Roumanie                    | Bucarest      | [ 1 ] |
| 5 km                 | 14 min 07 s | Stefan Iulius Gavril                                                          | 16 février 2020   | 5km Herculis                                | Monaco        |       |
| 10 000 m             | 27 min 40 s 06 | Ilie Floroiu                                                                  | 29 août 1978      | Championnats d'Europe                       | Prague        |       |
| 10 km                | 28 min 53 s | Stefan Iulius Gavril                                                          | 22décembre2019    | 10 km Dakhla                                | Dakhla        |       |
| Semi-marathon        | 1 h 1 min 45 s | Nicolae Negru                                                                 | 4 octobre 1997    | Championnats du monde de semi-marathon      | Košice        |       |
| Marathon             | 2 h 12 min 30 s | Cătălin Andreica                                                              | 3 septembre 1978  | Championnats d'Europe                       | Prague        |       |
| 110 m haies          | 13 s 34 (+1,0 m/s) | Gheorghe Boroi                                                                | 18 juin 1993      | Championnats de Roumanie                    | Bucarest      | [ 1 ] |
| 400 m haies          | 49 s 22 | Alejandro Argudín-Zaharia                                                     | 4 septembre 1997  | Jeux de la Francophonie                     | Antananarivo  |       |
| 3 000 m steeple      | 8 min 13 s 26 | Florin Ionescu                                                                | 21 août 1999      | Championnats du monde                       | Séville       |       |
| Saut en hauteur      | 2,40 m | Sorin Matei                                                                   | 20 juin 1990      |                                             | Bratislava    |       |
| Saut à la perche     | 5,50 m | Tiberiu Agoston                                                               | 13 juin 2003      |                                             | Pierre-Bénite |       |
| Saut à la perche     | 5,50 m | Tiberiu Agoston                                                               | 28 août 2003      | Universiade                                 | Daegu         |       |
| Saut en longueur     | 8,37 m (+1,5 m/s) | Bogdan Tudor                                                                  | 9 juillet 1995    |                                             | Bad Cannstatt |       |
| Triple saut          | 17,81 m (+1,0 m/s) | Marian Oprea                                                                  | 5 juillet 2005    | Athletissima                                | Lausanne      |       |
| Lancer du poids      | 21,07 m | Andrei Toader                                                                 | 26 juin 2022      | Championnats de Roumanie                    | Craiova       | [ 4 ] |
| Lancer du disque     | 68,12 m | Iosif Nagy                                                                    | 22 mai 1983       |                                             | Saragosse     |       |
| Lancer du marteau    | 77,60 m | Nicolae Bândar                                                                | 1er juin 1986     |                                             | Bucarest      |       |
| Lancer du javelot    | 86,37 m | Alexandru Novac                                                               | 5 juillet 2018    |                                             | Nembro        | [ 5 ] |
| Décathlon            | 7 843 pts | Vasile Bogdan                                                                 | 7–8 juin 1975     |                                             | Paris         |       |
| Décathlon            | 10 s 9 (100 m), 7,26 m (longueur), 13,93 m (poids), 1,95 m (hauteur), 50 s 8 (400 m) / 15 s 0 (110 m haies), 41,46 m (disque), 4,70 m (perche), 59,80 m (javelot), 4 min 19 s 7 (1 500 m) |                                                                               |                   |                                             |               |       |
| 20 km marche (route) | 1 h 21 min 06 s | Costică Bălan                                                                 | 14 juin 1996      | Championnats de Roumanie                    | Bucarest      | [ 1 ] |
| 35 km marche (route) | 2 h 37 min 23 s | Narcis Mihăilă                                                                | 21 mai 2023       | Championnats d'Europe de marche par équipes | Poděbrady     | [ 6 ] |
| 50 km marche (route) | 3 h 55 min 59 s | Marius Cocioran                                                               | 17 mai 2015       | Coupe d'Europe de marche                    | Murcie        | ,     |
| 4 × 100 m            | 39 s 18 A | Équipe nationale Costin Homiuc Alexandru Terpezan Ionuț Neagoe Petre Rezmiveș | 14 juillet 2018   |                                             | Erzurum       |       |
| 4 × 400 m            | 3 min 4 s 23 | Équipe nationale Vasile Boboș Florin Suciu Cătălin Cîmpeanu Ioan Vieru        | 12 août 2006      | Championnats d'Europe                       | Göteborg      |       |

### Femmes
| Épreuve              | Record | Athlète                                                                        | Date               | Compétition                                 | Lieu              | Réf.   |
| -------------------- | --- | ------------------------------------------------------------------------------ | ------------------ | ------------------------------------------- | ----------------- | ------ |
| 100 m                | 11 s 30 (+0,5 m/s) | Ionela Târlea                                                                  | 19 juin 1999       | Coupe d'Europe des nations                  | Paris             |        |
| 200 m                | 22 s 35 (+1,3 m/s) | Ionela Târlea                                                                  | 13 mai 1999        | Doha IAAF Grand Prix I                      | Doha              | [ 9 ]  |
| 400 m                | 49 s 88 | Ionela Târlea                                                                  | 12 juillet 1999    | Universiades                                | Palma de Majorque |        |
| 800 m                | 1 min 55 s 05 | Doina Melinte                                                                  | 1er août 1982      | Championnats de Roumanie                    | Bucarest          | [ 1 ]  |
| 1 500 m              | 3 min 53 s 96 | Paula Ivan                                                                     | 1er octobre 1988   | Jeux olympiques                             | Séoul             |        |
| Mile                 | 4 min 15 s 61 | Paula Ivan                                                                     | 10 juillet 1989    | Meeting Nikaïa                              | Nice              |        |
| 3 000 m              | 8 min 21 s 42 (AR) | Gabriela Szabó                                                                 | 19 juillet 2002    | Herculis                                    | Monaco            |        |
| 5 000 m              | 14 min 31 s 48 | Gabriela Szabó                                                                 | 1er septembre 1998 | ISTAF                                       | Berlin            |        |
| 10 000 m             | 31 min 11 s 24 | Mihaela Botezan                                                                | 27 août 2004       | Jeux olympiques                             | Athènes           |        |
| Semi-marathon        | 1 h 08 min 07 s | Constantina Diță-Tomescu                                                       | 22 octobre 2006    | Marathon de Chicago                         | Chicago           |        |
| Marathon             | 2 h 18 min 04 s | Joan Chelimo                                                                   | 17 avril 2022      | Marathon de Séoul                           | Séoul             | [ 11 ] |
| 100 m haies          | 12 s 62 (+1,2 m/s) | Mihaela Stoica-Pogăceanu                                                       | 29 juin 1990       | Meeting BNP                                 | Villeneuve-d'Ascq |        |
| 400 m haies          | 53 s 25 | Ionela Târlea                                                                  | 7 juillet 1999     | Golden Gala                                 | Rome              |        |
| 3 000 m steeple      | 9 min 16 s 85 | Cristina Casandra                                                              | 17 août 2008       | Jeux olympiques                             | Pékin             | [ 12 ] |
| Saut en hauteur      | 2,02 m | Monica Iagăr Dinescu                                                           | 6 juin 1998        |                                             | Budapest          |        |
| Saut en hauteur      | 2,02 m | Monica Iagăr Dinescu                                                           | 17 juin 2000       |                                             | Villeneuve-d'Ascq |        |
| Saut à la perche     | 4,22 m | Gabriela Mihalcea                                                              | 11 juin 1999       |                                             | Dreux             |        |
| Saut en longueur     | 7,43 m (+1,4 m/s) | Anișoara Cușmir-Stanciu                                                        | 4 juin 1983        |                                             | Bucarest          |        |
| Triple saut          | 15,16 m (+0,1 m/s) | Rodica Mateescu                                                                | 4 août 1997        | Championnats du monde                       | Athènes           |        |
| Lancer du poids      | 21,00 m | Mihaela Loghin                                                                 | 30 juin 1984       |                                             | Formia            |        |
| Lancer du disque     | 73,84 m | Daniela Costian                                                                | 30 avril 1988      |                                             | Bucarest          |        |
| Lancer du marteau    | 76,07 m | Mihaela Melinte                                                                | 29 août 1999       |                                             | Rüdlingen         |        |
| Lancer du javelot    | 65,08 m | Ana Mirela Țermure                                                             | 10 juin 2001       | Championnats de Roumanie                    | Bucarest          | [ 1 ]  |
| Heptathlon           | 6 619 pts | Liliana Năstase                                                                | 1–2 août 1992      | Jeux olympiques                             | Barcelone         |        |
| Heptathlon           | 12 s 86 (-0,9 m/s) (100 m haies), 1,82 m (hauteur), 14,34 m (poids), 23 s 70 (+0,2 m/s) (200 m) / 6,49 m (-0,3 m/s) (longueur), 41,30 m (javelot), 2 min 11 s 22 (800 m) |                                                                                |                    |                                             |                   |        |
| 20 km marche (route) | 1 h 27 min 41 s | Claudia Ștef                                                                   | 5 juin 2004        |                                             | La Corogne        |        |
| 35 km marche (route) | 2 h 59 min 18 s | Ana Rodean                                                                     | 21 mai 2023        | Championnats d'Europe de marche par équipes | Poděbrady         | [ 13 ] |
| 4 × 100 m            | 44 s 18 | Équipe nationale Doina Voinea Lucia Militaru Mihaela Pogăcean Marieta Ilcu     | 2 août 1985        |                                             | Stara Zagora      |        |
| 4 × 400 m            | 3 min 25 s 68 | Équipe nationale Otilia Ruicu-Eșanu Alina Râpanu Ana Maria Barbu Ionela Târlea | 20 juin 1999       | Coupe d'Europe des nations                  | Paris             |        |